# Hanni Reinwald
Hanni Reinwald (Stoccarda, 24 agosto 1903 – Monaco di Baviera, 1978) è stata una modella e attrice tedesca, una delle prime attrici bambine del cinema tedesco, poi attrice nel cinema muto negli anni venti.

## Biografia
Hanni Reinwald nasce a Degerloch, un distretto della città di Stoccarda in Germania nel 1903. Tra il 1905 e il 1919 è con la sorella Grete una delle più richieste modelle per cartoline e ritratti fotografici. Con il fratello maggiore Otto intraprende nel 1913 un'attiva carriera di attrice bambina, seguita l'anno successivo anche dalla sorella Grete. I piccoli Reinwald sono tra i primi attori bambini tedeschi ad affermarsi nel cinema, acquisendo una certa notorietà.
La carriera cinematografica di Hanni prosegue con successo negli anni venti. Da giovane attrice riceve ora ruoli da protagonista in numerosi film. A differenza del fratello e della sorella, si ritira completamente dalle scene con il passaggio tra il muto e il sonoro. Nei 15 anni della sua carriera cinematografica avrà comunque portato a termine ben 53 film.
Hanni muore nel 1978 a Monaco di Baviera, all'età di 74 anni. È sepolta come la sorella Grete nel Waldfriedhof.

## Filmografia (parziale)
- Der Film von der Königin Luise, part I, regia di Franz Porten (1913)
- Il nemico ha varcato la frontiera (Der Feind im Land), regia di Curt A. Stark (1913)
- Der wankende Glaube, regia di Curt A. Stark (1913)
- Der König, regia di Max Mack (1913)
- Bismarck, regia di Richard Schott, Gustav Trautschold e William Wauer (1914)
- Ein Sommernachtstraum in unserer Zeit, regia di Stellan Rye (1914)
- Proletardrengen, regia di A.W. Sandberg (Danimarca, 1916)
- Hvor Sorgerne glemmes, regia di Holger-Madsen (1917)
- Mascotte, regia di Felix Basch (1920)
- Der Silberkönig, 1. Teil - Der 13. März, regia di Erik Lund (1921)
- Der Silberkönig, 2. Teil - Der Mann der Tat, regia di Erik Lund (1921)
- Der Silberkönig, 3. Teil - Claim 36, regia di Erik Lund (1921)
- Der Silberkönig, 4. Teil - Rochesterstreet 29, regia di Erik Lund (1921)
- Le perle sono lagrime (Perlen bedeuten Tränen), regia di Carl Wilhelm (1921)
- Frauen, die man oft nicht grüßt, regia di Frederic Zelnik (1925)
- Der Hauptmann von Köpenick, regia di Siegfried Dessauer (1926)
- Das rosa Pantöffelchen, regia di Franz Hofer (1927)